# Charles E. Stenner Jr.

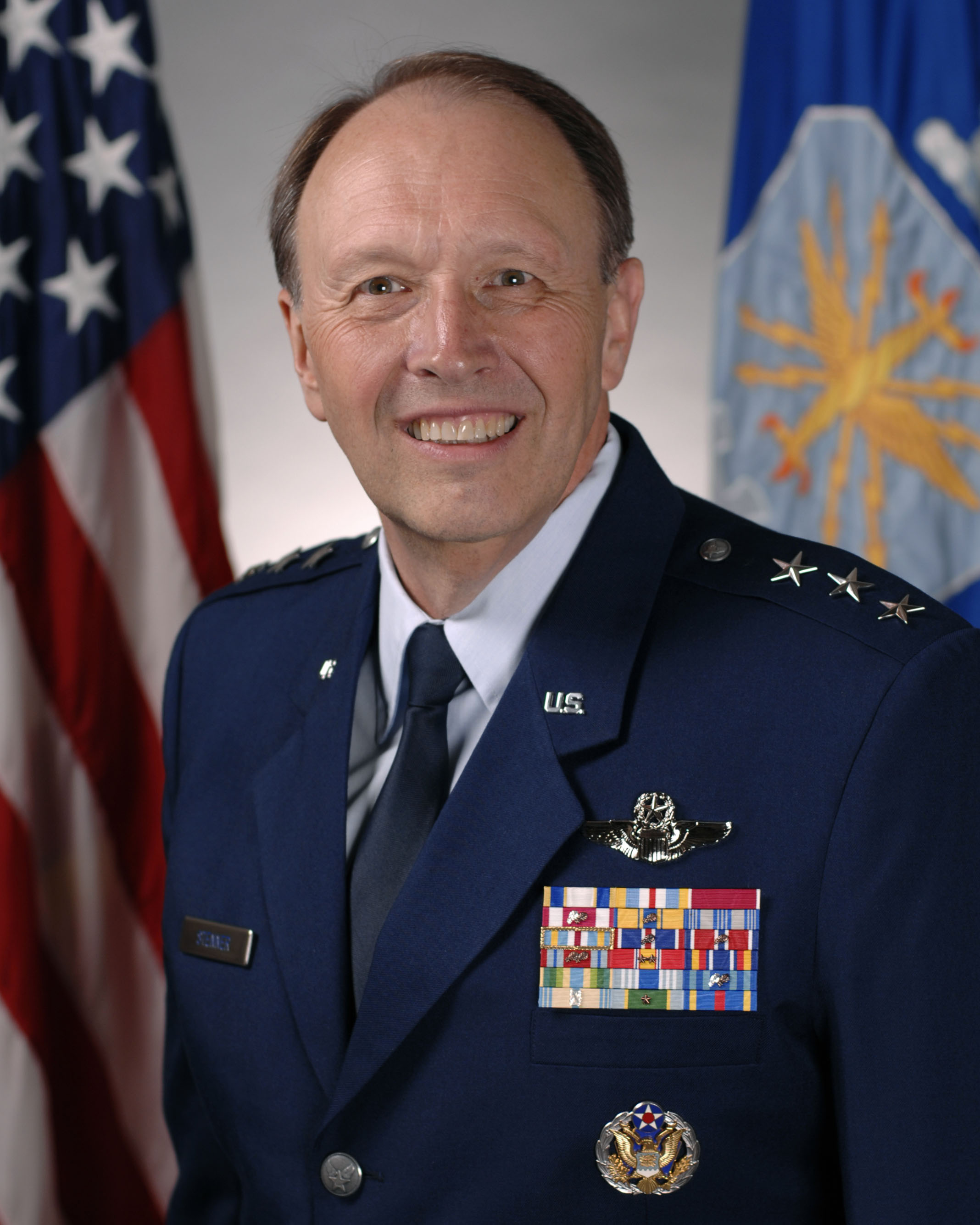
Charles E. Stenner Jr. (2008)

Charles E. Stenner Jr. (* um 1953) ist ein pensionierter Generalleutnant der United States Air Force. Er war unter anderem Kommandeur des Air Force Reserve Commands.
Über die Officer Training School gelangte er im Jahr 1973 in das Offizierskorps der United States Air Force. Im Lauf seiner militärischen Karriere absolvierte er verschiedene Kurse und Schulungen. Dazu gehörten unter anderem eine Ausbildung zum Kampfpiloten und weitere Fortbildungskurse als Pilot von neuen Flugzeugtypen; die Squadron Officer School auf der Maxwell Air Force Base in Alabama; das Air Command and Staff College und das Air War College, die sich beide ebenfalls auf der Maxwell AFB befinden. Außerdem erhielt er einen akademischen Grad vom College of Wooster in Ohio.
In seinen frühen Jahren als Offizier der Luftwaffe war er an verschiedenen Stützpunkten stationiert. Dabei war er als Pilot, Flugausbilder oder Stabsoffizier bei unterschiedlichen Einheiten tätig. Dazwischen absolvierte er die erwähnten Schulungen. Zwischen Dezember 1974 und März 1978 war er als Pilot der 23. Kampfstaffel auf der Spangdahlem Air Base in Deutschland stationiert. Anschließend setzte er seine Laufbahn in den Vereinigten Staaten fort, wo er ab 1991 vorwiegend in Einheiten der Reserve diente.
Zwischen April und November 1992 kommandierte Charles Stenner als Oberstleutnant auf der Richards-Gebaur Air Force Base in Missouri die 442nd Operations Group. Es folgte eine Versetzung zur Grissom Air Force Base in Indiana, wo er bis zum Juli 1994 den Oberbefehl über die 930th Operations Group hatte. Anschließend erhielt er auf der Hill Air Force Base in Utah das Kommando über die 419th Operations Group, das er bis zum Dezember 1995 innehatte.
Stenners nächster Auftrag führte ihn auf die Luke Air Force Base in Arizona, wo er zwischen Dezember 1995 und März 1996 als special assistant to the Commander dem Stab des 944. Kampfgeschwaders angehörte. Anschließend übernahm er das Kommando über dieses Geschwader, das er bis zum August 1997 behielt. Danach kommandierte er bis zum Dezember 1998 auf der Whiteman Air Force Base in Missouri das 442. Kampfgeschwader (442nd Fighter Wing). Daran schloss sich eine Versetzung zur Homestead Air Reserve Base in Florida an. Dort kommandierte er zwischen Dezember 1998 und Mai 2001 das 482. Kampfgeschwader (482nd Fighter Wing).
Zwischen Mai 2001 und Juli 2003 gehörte Stenner in unterschiedlichen Funktionen dem Stab des United States Southern Command (SOUTHCOM) an, der in Doral unweit von Miami in Florida ansässig ist. Danach wurde er zum Air Force Reserve Command auf die Robins Air Force Base in Georgia versetzt. Dort leitete er zunächst bis zum September 2003 dessen Stabsabteilung für Operationen. Danach erhielt er die Leitung der Stabsabteilung für Planungen und Programme. Diese Aufgabe erfüllte er bis zum Juli 2006.
Die folgenden zwei Jahre bis zum Juni 2008 war Stenner Stabsoffizier (Assistant Deputy Chief of Staff, Strategic Plans and Programs) im Hauptquartier der Air Force in Washington, D.C. Anschließend kehrte er zur Robins ABF zurück, wo er am 24. Juni 2008 als Nachfolger von John A. Bradley die Leitung des Air Force Reserve Commands übernahm. Gleichzeitig leitete er im Hauptquartier der Luftwaffe die Stabsabteilung für Reserveangelegenheiten. Diese Ämter bekleidete er bis zum 30. Juli 2012, als er von James F. Jackson abgelöst wurde. Gleichzeitig schied er aus dem Militärdienst aus.
Später wurde er Vorstandsmitglied der Non-Profit-Organisation 21ST Century Partnership, die in Warner Robins in Georgia ansässig ist. Zwischen August 2014 und Dezember 2015 war er Präsident dieser Organisation. Im Dezember 2015 wurde er in den Reserve Forces Policy Board (RFPB), eine Regierungskommission, die sich mit Reserveangelegenheiten befasst, berufen. Diese Tätigkeit übte er bis mindesten Februar 2016 aus.
Während seiner aktiven Zeit als Militärpilot absolvierte er über 3500 Flugstunden auf verschiedenen Flugzeugtypen.

## Daten der Beförderungen
| Abzeichen | Rang               | Jahr            |
| --------- | ------------------ | --------------- |
|           | Second Lieutenant  | 17. Januar 1973 |
|           | First Lieutenant   | 17. Januar 1975 |
|           | Captain            | 17. Januar 1977 |
|           | Major              | 26. April 1985  |
|           | Lieutenant Colonel | 16. Juni 1989   |
|           | Colonel            | 1. August 1993  |
|           | Brigadier General  | 3. April 2000   |
|           | Major General      | 30. Januar 2003 |
|           | Lieutenant General | 24. Juni 2008   |

## Orden und Auszeichnungen
Charles Stenner erhielt im Lauf seiner militärischen Laufbahn unter anderem folgende Auszeichnungen:
- Air Force Distinguished Service Medal
- Defense Superior Service Medal
- Legion of Merit
- Meritorious Service Medal
- Air Force Commendation Medal
- Air Force Achievement Medal
- Joint Meritorious Unit Award
- Air Force Outstanding Unit Award
- Air Force Organizational Excellence Award
- Combat Readiness Medal
- National Defense Service Medal
- Armed Forces Service Medal
- Air Force Longevity Service Award
- Armed Forces Reserve Medal